# Żelisławiec (gromada)
Żelisławiec – dawna gromada, czyli najmniejsza jednostka podziału terytorialnego Polskiej Rzeczypospolitej Ludowej w latach 1954–1972.
Gromady, z gromadzkimi radami narodowymi (GRN) jako organami władzy najniższego stopnia na wsi, funkcjonowały od reformy reorganizującej administrację wiejską przeprowadzonej jesienią 1954 do momentu ich zniesienia z dniem 1 stycznia 1973, tym samym wypierając organizację gminną w latach 1954–1972.
Gromadę Żelisławiec z siedzibą GRN w Żelisławcu utworzono – jako jedną z 8759 gromad na obszarze Polski – w powiecie gryfińskim w woj. szczecińskim na mocy uchwały nr V/44/54 WRN w Szczecinie z dnia 5 października 1954. W skład jednostki wszedł obszar dotychczasowej gromady Binowo ze zniesionej gminy Radziszewo, obszar dotychczasowej gromady Glinna ze zniesionej gminy Stare Czarnowo, obszar dotychczasowej gromady Kołowo ze zniesionej gminy Śmierdnica oraz obszar dotychczasowej gromady Żelisławiec wraz z miejscowością Drzenin z dotychczasowej gromady Sobieradz ze zniesionej gminy Wełtyń w tymże powiecie. Dla gromady ustalono 12 członków gromadzkiej rady narodowej.
Gromadę zniesiono 1 stycznia 1958, a jej obszar włączono do gromad: Wełtyń (miejscowości Żelisławiec, Kartno i Drzenin), Daleszewo (miejscowości Binowo, Morzewko, Barnimek, Jarząbki, Binówko i Węglino), Śmierdnica (miejscowość Kołowo) i Stare Czarnowo (miejscowość Glinna) w tymże powiecie.